# Néo pop

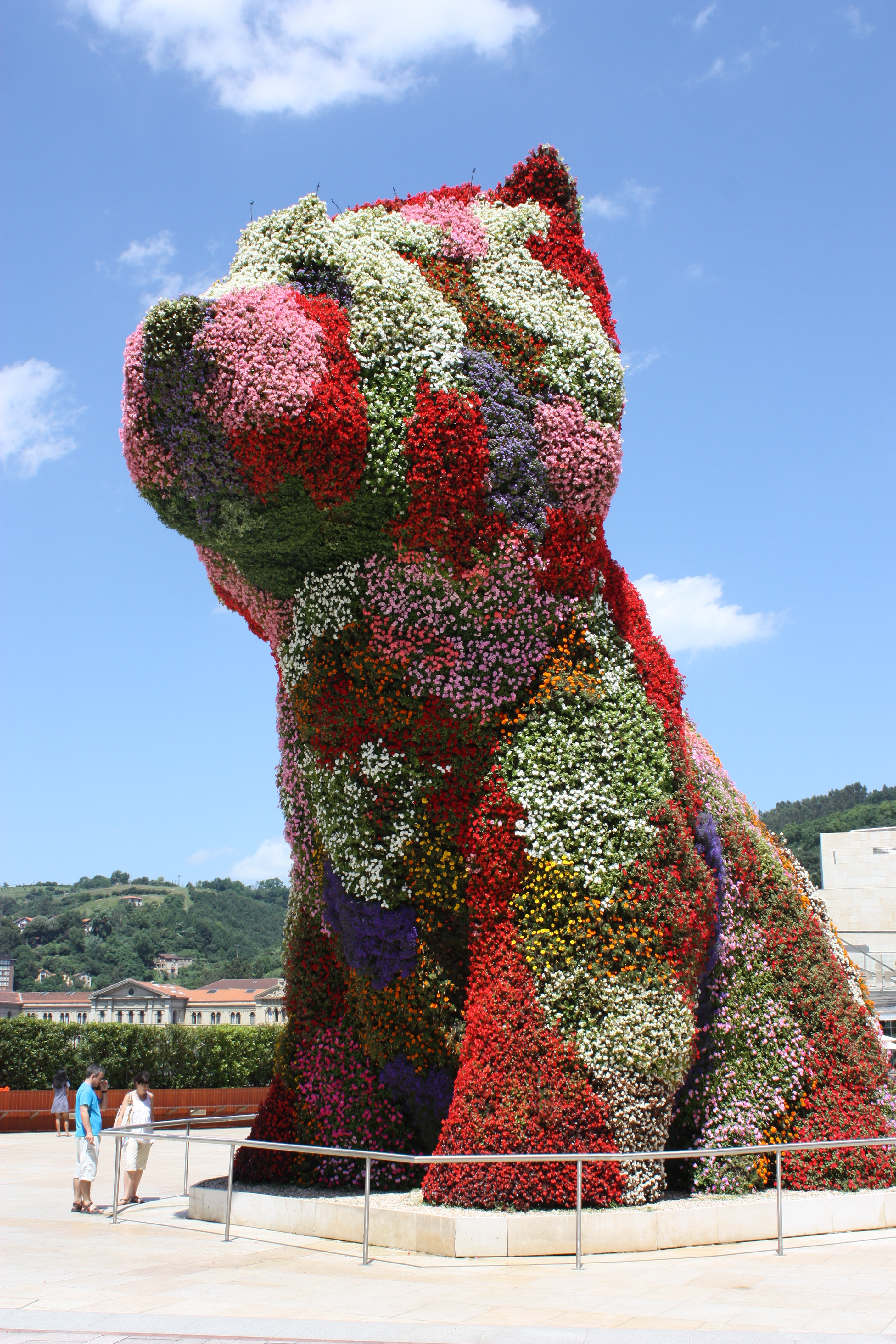
Puppy par Jeff Koons, musée Guggenheim, Bilbao, Espagne, juillet 2010.

Le néo pop est un mouvement artistique épars issu du pop art. Il est souvent rapproché à la nouvelle illustration, en général moins revendicative.
Les artistes néo pop privilégient les déformations de l'esprit et les multiples interprétations d'une même chose. Ils sont issus du pop art au sens où, pour eux, toute représentation est strictement humaine et donc populaire. Ils refusent l'idée d'un art supérieur aux autres, ainsi que l'élitisme dont il est victime. Par ailleurs, l'esthétique kitsch est souvent parodié et moqué chez certains artistes de ce mouvement - c'est notamment le cas de l'artiste Jeff Koons. Par opposition à cette vision, ils prônent un art proche du peuple et de ses acheteurs. Ils acceptent le copyleft.
Le terme « néo pop » est aussi utilisé pour qualifier le tag ou le graff.

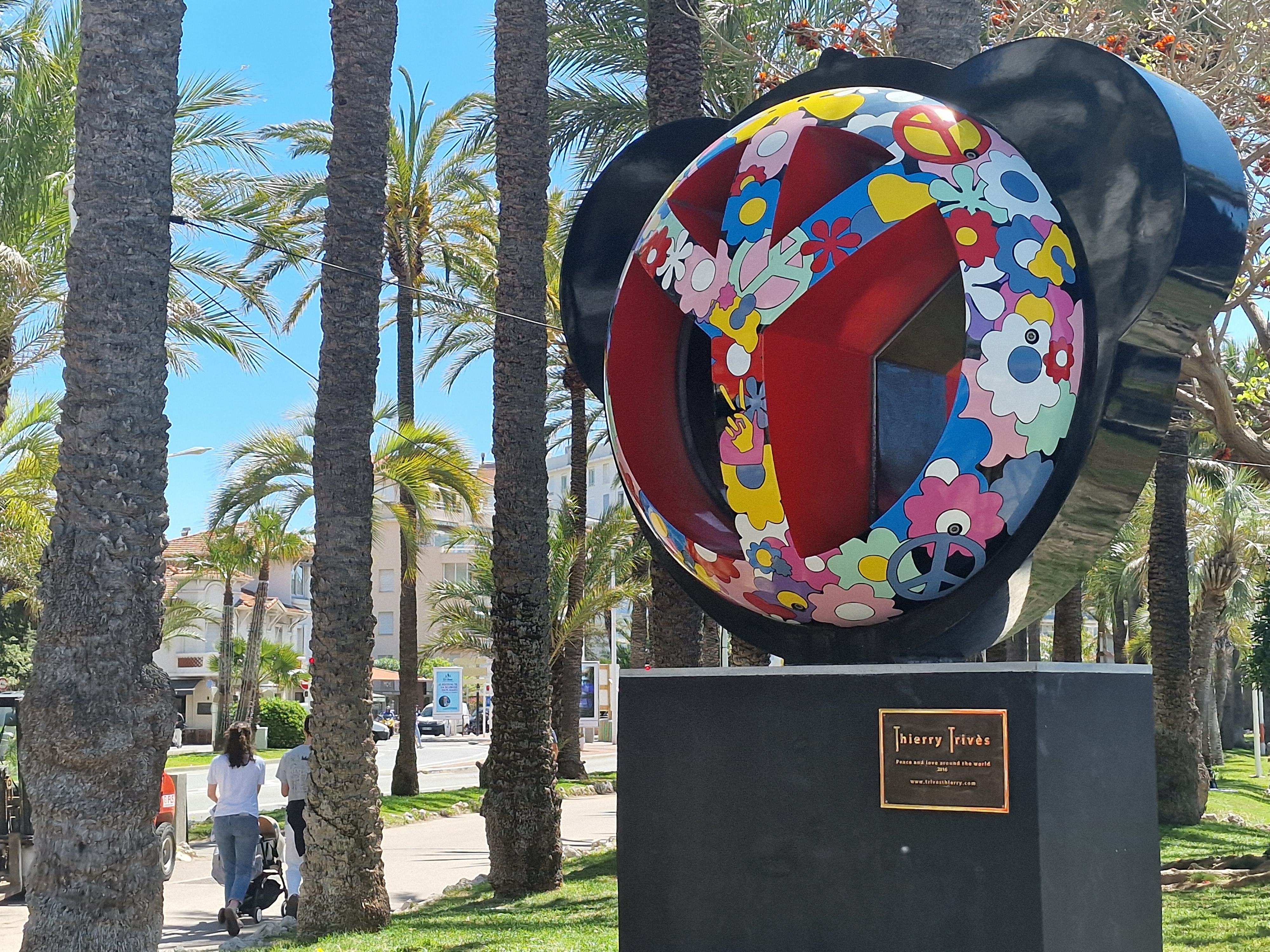
Peace and Toon de Thierry Trivès, exposé 80 Bd Croisette Cannes France, juin 2016

Selon Jean-Luc Chalumeau, « les Nouveaux Pop sont fidèles à cet état d’esprit, et se révèlent comme une génération d’artistes tous doués d’impeccables moyens techniques et pratiquant de subtils décalages dans leurs manières respectives d’interroger le réel. Sans complexe vis-à-vis des ombres tutélaires de Warhol ou Liechtenstein, sachant leur inoculer des doses diverses de Figuration Narrative ou de Mangas, ils sont avant tout des peintres de leur temps ».
En revanche, si le pop art s'inspire principalement de la publicité ou de la célébrité, le néo pop utilise d'autres sources et techniques. Le mouvement japonais Superflat utilise par exemple les caractéristiques de l'anime, du manga, et de la culture japonaise (notamment otaku), alors que Jeff Koons critique principalement le kitsch et la consommation.

## Quelques artistes notables issus du néo pop
- Takashi Murakami
- Thierry Trivès
- Jeff Koons
- Damien Hirst
- Ashley Bickerton
- Dominique Fury
- Keith Haring
- Charles Ray
- Richard Orlinski
- Romero Britto